# Каррипилун
Каррипилун, также известный как Куррипилун или Каррипилум (ок. 1740 — 13 марта 1820) — вождь (лонко) племени ранкель, которое занимало, без вмешательства со стороны белых, центр современной Аргентины, границы которой примерно совпадали с современной провинцией Ла-Пампа.

## Биография
Его предками были пуэльче или теуэльче. Он родился он в Гуайли, местечке недалеко от Лимай-Мауида, на течении реки Саладо или Курако . Другие источники утверждают, что он родился в Стране Яблок, на юге Неукена, прежде чем перебраться в страну кальдены и рожковых деревьев.
Вероятно, Каррипилун принимал участие в восстании коренного народа «арауканов» в 1769 году, и с момента подписания мирного договора, положившего конец восстанию, он сотрудничал с испанцами, насколько мог. Например, ему пришлось разрешить проход караванов повозок, которые ежегодно отправлялись в Салинас-Грандес, даже когда их возглавлял Мануэль Пинасо, который был его ярым врагом и убил нескольких его родственников. Он принял и включил в состав народа несколько волн пеуэнче, которые присоединились к нации Ранкель. Со временем его палатки и последователи увеличились, и он даже совершил набег, который достиг нескольких лиг от Мендосы.
Спустя годы Каррипилун решил сохранить мир с властями провинций Мендоса и Кордова, подписал по меньшей мере два мирных договора и достиг различных соглашений с вице-королями Рио-де-ла-Платы Авильесом и Собремонте. По-видимому, именно Каррипилун привел Ранкель к максимальной власти и использовал ее, чтобы сохранить мир с испанцами. Когда произошло первое вторжение англичан, он предложил вице-королю три тысячи «копьеносцев»-индейцев для сотрудничества в обороне от англичан.
Он был высшим касиком — токи — большого числа Ранкель, и он напоминал об этом своим испанским собеседникам при каждом удобном случае. Линьерс называл его «главным губернатором и главным лидером нации Ранкельче», подкрепляя эти титулы униформой офицера испанской армии. Его внутренним соперником был Янкетрус, с которым он впоследствии был в союзе большую часть своей жизни и который унаследовал командование его людьми после его смерти. В середине 1790-х годов он отправил своего секретаря в Буэнос-Айрес для подписания мирного договора, и по крайней мере один раз он сам отправился в Буэнос-Айрес, где лично переговорил с городским советом, который предоставил ему привилегию приезжать в Буэнос-Айрес в любое удобное для него время и въезжать в город.
Во время войны за независимость ранкель и пеуэнче встали на сторону патриотов, особенно в поддержку генерала Хосе де Сан Мартина. Сам Каррипилун напал на стоянки индейцев, сотрудничавших с роялистами. В начале 1819 года он был взят в плен гораздо меньшей по численности фракцией ранкель, чем его собственная. Однако по требованию правительства Рио-де-ла-Платы он был освобожден. Он участвовал в работе парламента многих коренных племен вместе с полковником Фелисиано Антонио Чикланой, который сообщил о своих планах противостоять чилийским роялистам в случае их бегства к востоку от Анд, и намекнул, что он думает о продвижении линии фортов в глубь территории коренных народов. В этот момент Каррипилун прервал его и объяснил, что это никогда не будет принято, что было согласовано, что линия фортов будет проходить в нескольких лигах за рекой Саладо, в направлении Буэнос-Айреса.
Почувствовав себя плохо, он отправился в форт недалеко от Рио-Куарто, чтобы белые дали ему лекарство. Не достигнув места назначения, он умер 13 марта 1820 года.